# Elizabeth Bugie
Elizabeth Bugie (* 5. Oktober 1920; † 10. April 2001), später Gregory, war eine US-amerikanische Mikrobiologin, die 1943 zusammen mit Albert Schatz und Selman Waksman an der Entdeckung des Antibiotikums Streptomycin beteiligt war. Streptomycin war das erste bekannte Antibiotikum, das gegen Tuberkulose wirkte und nicht toxisch für Menschen war.

## Leben
Bugie war die Tochter von Madeline Turbett und Charles A. Bugie, einem Stahlfabrikanten.
Sie machte ihren Bachelorabschluss in Mikrobiologie am New Jersey College for Women (heute Douglass Residential College) und studierte dann den Master an der Rutgers University. Dort arbeitete sie im Labor von Selman Waksman, der auf der Suche nach einem weiteren wirksamen Antibiotikum nach Penicillin war.
Im Jahr 1944 wurden die Forschungsergebnisse zur Entdeckung von Streptomycin in der Fachzeitschrift Proceedings of the Society for Experimental Biology veröffentlicht. Als erster Autor war Bugies Kollege Albert Schatz gelistet, als zweite Autorin Elizabeth Bugie und Selman Waksman als dritter. Als es darum ging, die Entdeckung patentieren zu lassen, sagte man Bugie, es sei nicht wichtig, dass ihr Name mit darauf stehe, da sie „eines Tages heiraten und eine Familie haben würde.“
Sowohl Schatz und Waksman haben später angegeben, dass Bugies Beitrag nur die Überprüfung der Forschungsergebnisse gewesen sei. Sicher ist jedenfalls, dass es Schatz gewesen war, der zuerst mit Streptomycin geforscht und seine Wirkung festgestellt hatte. Als sich Waksman nicht nur die Entdeckung mehr und mehr zu eigen machte, sondern auch Lizenzgebühren einnahm, während Schatz seinen Anteil der Rutgers Research and Endowment Foundation überschrieben hatte, verklagte Schatz Waksman im Jahr 1950. Im Ergebnis wurden Schatz 3 %, Waksman 10 % und Bugie 0,2 % zugesprochen; auch andere Labormitarbeiter bekamen einen solchen geringeren Anteil.
Bugies Dissertation mit dem Titel Production of antibiotic substances by aspergillus flavus and chaetomium cochliodes (Produktion antibiotischer Stoffe durch Aspergillus flavus und Chaetomium cochliodes) stammt ebenfalls aus dem Jahr 1944.

## Familie
1950 heiratete Bugie den Mikrobiologen Francis Joseph Gregory, der auch in Waksmans Labor gearbeitet hatte. Ihre Tochter Eileen Gregory ist ebenfalls Mikrobiologin und arbeitete von 1979 bis 2014 am Rollins College in Winter Park, Florida.

## Ehrung
Elizabeth Bugie zu Ehren haben Forscherinnen und Forscher des Leibniz Institute DSMZ den Erregerstamm Streptomyces bugieae (DSM 41528) nach ihr benannt.